# Kapanga alta
Kapanga alta är en spindelart som beskrevs av Raymond Robert Forster 1970. Kapanga alta ingår i släktet Kapanga och familjen panflöjtsspindlar. Inga underarter finns listade i Catalogue of Life.